# Gigantodax kuscheli
Gigantodax kuscheli är en tvåvingeart som beskrevs av Peter Wolfgang Wygodzinsky 1952. Gigantodax kuscheli ingår i släktet Gigantodax och familjen knott.
Artens utbredningsområde är Juan Fernández-öarna. Inga underarter finns listade i Catalogue of Life.